# Горрето
Горрето (итал. Gorreto) — коммуна в Италии, располагается в регионе Лигурия, в провинции Генуя.
Население составляет 128 человек (2008 г.), плотность населения составляет 7 чел./км². Занимает площадь 19 км². Почтовый индекс — 16020. Телефонный код — 010.
Покровителем коммуны почитается святой Фирм, празднование в первое воскресение августа.

## Демография
Динамика населения:

## Администрация коммуны
- Официальный сайт: